# Kirby e la stoffa dell'eroe
Kirby e la stoffa dell'eroe (毛糸のカービィ?, Keito no Kābī) è un videogioco, nonché il decimo capitolo della serie a piattaforme Kirby, sviluppato da Good-Feel e HAL Laboratory, per la console Nintendo Wii. Il titolo è stato distribuito in Europa il 25 febbraio 2011.
Il gioco è stato annunciato all'E3 2010, ed è il primo per console domestica di questa serie uscito dopo Kirby Air Ride, del 2003, e il primo platform dopo Kirby 64: The Crystal Shards, del 2000.

## Trama
Dopo che Kirby mangia uno speciale pomodoro, chiamato metapomo, appartenente al malvagio stregone Malandrana, viene risucchiato dal calzino magico di Malandrana in un mondo fatto tutto di lana e tessuto. Dopo il suo arrivo in questo mondo, Kirby salva un principe di nome Batuffolo da un nemico e, dopo che il principe spiega i piani di Malandrana a Kirby, quest'ultimo decide di aiutarlo. Kirby scopre anche che il pomodoro che ha mangiato gli permette di trasformarsi in varie forme differenti.

## Doppiaggio
| Personaggio        | Voce originale  | Voce originale  | Doppiatore       |
| ------------------ | --------------- | --------------- | ---------------- |
| Kirby              | Makiko Ōmoto    | Makiko Ōmoto    | Makiko Ōmoto     |
| Principe Batuffolo | Tomoko Nakamura | Tomoko Nakamura | Tomoko Nakamura  |
| Narratore          | Yūko Tsuga      | Dave White      | Massimo Marinoni |
| Narratore          | Yūko Tsuga      | Paul Vaughan    | Massimo Marinoni |

## Modalità di gioco
Il gioco viene giocato utilizzando il solo Wiimote, tenuto orizzontalmente. A differenza dei precedenti episodi, in questo Kirby utilizza una frusta per colpire i nemici, mentre la mossa classica, che consisteva nell'ingerire i nemici per eliminarli, è stata rimossa. Toccando il solo pulsante di attacco, Kirby potrà eliminare i nemici, mentre se questo viene tenuto premuto, i nemici verranno risucchiati e poi rilanciati come delle palle di lana.
Kirby, in questo nuovo capitolo, ottiene anche la dote delle trasformazioni: ufo, sottomarino, paracadute, treno, un razzo, un robot gigante, un delfino e una nota musicale sono alcune delle trasformazioni note. Alcune mosse vengono effettuate inclinando il Wiimote, mentre per altre, come nel caso del treno, basta semplicemente premere un tasto.
Come nel gioco Wario Land, ogni livello nasconde degli scrigni segreti, alcuni dei quali riescono a sbloccare livelli extra. Inoltre, per i livelli sono sparse delle perline colorate, che permettono al giocatore di aumentare il punteggio e sbloccare delle medaglie extra alla fine del livello. Pare inoltre che, se Kirby viene colpito da un nemico, alcune di queste perline vadano perse. Le perline possono essere spese in dei negozi per aumentare il guardaroba di Kirby con nuovi oggetti utili.
Il gioco permette anche la modalità multigiocatore. Un secondo giocatore può utilizzare il principe Batuffolo, re di Toppalandia.
Lo stile grafico ricorda in alcuni punti quello di Yoshi's Story e lo stile grafico tessutoso permette anche a Kirby di risolvere enigmi più insidiosi. Nel gioco torneranno alcuni dei personaggi classici, come King DeDeDe e Meta Knight.

## Sviluppo
Kirby e la stoffa dell'eroe è stato sviluppato da Good-Feel, divenendo quindi il terzo gioco da sviluppato da tale azienda in collaborazione con Nintendo, dopo le versioni di Wario Land: The Shake Dimension e Looksley's Line Up.  L'idea di un "mondo di filato" è stata proposta da Madoka Yamauchi, responsabile della sezione di pianificazione di Good-Feel, e le idee per le meccaniche di gioco vennero sviluppate dopo che lo staff sperimentò con tessuti acquistati appositamente. Il gioco iniziò lo sviluppo sotto il nome di Keito no Fluff (letteralmente Lanugine di filato), con il Principe Batuffolo come personaggio principale. Durante l'estate del 2009, Nintendo propose che il gioco venisse modificato e pubblicato come titolo della serie Kirby, anche se il Principe Batuffolo rimase comunque una parte del prodotto finale come compagno di Kirby.  Sono stati trascorsi almeno tre mesi concentrandosi sui movimenti e sul character design di Kirby. Lo sviluppo del gioco è stato supervisionato dalla sezione di produzione dei personaggi di HAL Laboratory, così come da Warpstar inc., una società creata nel 2001 per gestire l'utilizzo di Kirby. Per creare una "sensazione autentica" per la stoffa e i tessuti, la grafica è stata creata utilizzando fotografie digitali di tessuto, che sono state posizionate sotto i poligoni.
La colonna sonora del gioco è stata segnata principalmente da Tomoya Tomita, mentre Hirokazu Ando, Jun Ishikawa e Tadashi Ikegami hanno gestito le registrazioni musicali verso la fine del gioco. Poiché la trama originale del gioco prevedeva un timido Batuffolo alla ricerca della madre perduta, Tomita inizialmente sperava di creare un "nuovo tipo" di sentimento introdotto all'inizio del gioco: morbido e dolce, ma anche triste e turbato. Tuttavia, il gioco si è rivelato più convenzionale di quanto inizialmente previsto, quindi ha cambiato direzione verso arrangiamenti leggermente più ricchi.
Kirby e la stoffa dell'eroe è stato ufficialmente rivelato alla conferenza stampa di Nintendo all'E3 2010, e la sua pubblicazione annunciata per l'autunno dello stesso anno.

## Accoglienza
| Testata                          | Versione | Giudizio |
| -------------------------------- | -------- | -------- |
| Metacritic (media al 23-10-2022) | Wii      | 86/100   |
| Metacritic (media al 23-10-2022) | 3DS      | 79/100   |
| IGN                              | Wii      | 9/10     |
| NRU                              | Wii      | 9/10     |
| GameSpot                         | Wii      | 8.5/10   |
| GameSpot                         | 3DS      | 9/10     |
| 1UP                              | Wii      | A-       |
| GamesRadar                       | Wii      | 4.5/5    |
| GameTrailers                     | Wii      | 8.4/10   |

Kirby e la stoffa dell'eroe ha ricevuto un'accoglienza generalmente positiva alla sua rivelazione. Ha vinto numerosi premi dopo la sua apparizione all'E3 2010, tra cui il prestigioso premio "Gioco dello Show" da GameSpot e dal programma televisivo di G4 Reviews on the Run. GameSpot lo ha anche nominato come miglior gioco Wii e miglior platform e lo ha premiato per la migliore grafica artistica. Il gioco ha ricevuto anche il premio per il miglior gioco in generale da Nintendo Life. Inoltre, ha vinto il premio Miglior Grafica da GameTrailers, battendo contendenti importanti come Crysis 2, Killzone 3 e Gears of War 3. È stato nominato Miglior gioco per Wii da 1UP.com, Nintendo World Report e Kotaku, e premiato come Miglior Character Design anche da Kotaku.
L'editore di Game Revolution Nick Tan ha elogiato Kirby e la stoffa dell'eroe (tra gli altri giochi) come un grande revival, commentando che (a differenza degli altri titoli) rimodella completamente il personaggio Kirby. Paragona lo stile grafico a Yoshi's Story, descrivendolo come una "palla di fantasia" e definendolo un "vincitore certificato" dell'E3. Jenni, giornalista di Siliconera, ha concordato con tale affermazione, affermando di essere entusiasta di giocare dopo aver visto il suo trailer e che il gioco sembrava fantastico sull'HDTV su cui lo aveva giocato. Brett Elston di GamesRadar ha descritto la stoffa dell'eroe come il "gioco più carino e affascinante" per Wii, dichiarando che è stato un sollievo vedere qualcosa di interessante nella serie e descrivendo titoli recenti come Kirby Air Ride, Kirby: Topi all'attacco e Kirby Super Star Ultra come stantii.
Mentre il giornalista di The Escapist Steve Butts si è dichiarato in gran parte disinteressato a Kirby e la stoffa dell'eroe di fronte a titoli più grandi come The Legend of Zelda: Skyward Sword, Donkey Kong Country Returns e Metroid: Other M, ha dichiarato che dopo averlo giocato, ha sentito che era il titolo più forte tra la formazione E3 di Nintendo, apprezzandone particolarmente lo stile visivo e il gameplay, ma criticandone la scarsa difficoltà.

## Remake
Durante il Nintendo Direct del 14 settembre 2018, è stato annunciato Kirby e la nuova stoffa dell'eroe, un remake per Nintendo 3DS, nonché l'ultimo della serie ad essere uscito per quella console. 
A differenza del gioco originale, tornano le tipiche trasformazioni di Kirby, tra cui anche una nuova con cui è possibile fare palle di lana più grandi; è possibile giocare alla Modalità Demoniaca, dove la difficoltà è più alta e c'è un demone-pipistrello come nuovo nemico. Vengono introdotti altri minigiochi i cui protagonisti sono King Dedede e Meta Knight. Dopo la demo gratuita uscita sul Nintendo eShop a febbraio, la versione completa è uscita l'8 marzo 2019 in tutto il mondo.